# Моррисси, Джош
Джош Моррисси (англ. Josh Morrissey; 28 марта 1995, Калгари, Альберта) — канадский профессиональный хоккеист. Участник драфта НХЛ 2013 года, был выбран в 1-м раунде под общим 13-м номером командой «Виннипег Джетс». Защитник клуба НХЛ «Виннипег Джетс».

## Игровая карьера
Заниматься хоккеем начал в клубах «Спрингбенк» и «Калгари Ройалз».
В 2010 году Джош был выбран в 1-м раунде под общим 6-м номером на входящем драфте в ЗХЛ командой «Принс-Альберт Рейдерз». Моррисси дебютировал за «Рейдерз» в 2010 году и сыграл 5 матчей в сезоне 2010/11.
В сезоне 2012/13 Моррисси стал одним из лучших бомбардиров ЗХЛ среди защитников, он забил 15 голов и отдал 32 голевые передачи в том сезоне. 3 октября 2013 года Джош подписал трехлетний контракт новичка с командой НХЛ «Виннипег Джетс», которые выбрали его на драфте 2013 года в 1-м раунде под общим 13-м номером, однако он продолжил играть в ЗХЛ за Принс-Альберт. В сезоне 2013/14 Моррисси занял второе место среди бомбардиров «Рейдерз», в 59 матчах регулярного чемпионата он забил 28 голов и отдал 45 ассистов.
10 декабря 2014 года Джош подписал контракт с другой командой ЗХЛ, «Келоуна Рокетс». В сезоне 2014/15 он помог своему новому клубу дойти до финала Мемориального Кубка, где «Рокетс» проиграли команде «Ошава Дженералс».

### НХЛ
В сезоне 2015/16 Моррисси дебютировал в НХЛ против команды «Монреаль Канадиенс».
15 ноября 2016 года Моррисси забил свой первый гол в карьере НХЛ в ворота команды «Чикаго Блэкхокс», матч завершился победой «Джетс» 4-0.
16 сентября 2018 года подписал новый контракт с «Джетс» на 2 года со средней зарплатой 3,15 млн долларов.
12 сентября 2019 года продлил контракт на 8 лет на общую сумму $ 50 млн.

## Международная карьера
В 2017 году Джош был вызван в основную сборную Канады на ЧМ по хоккею 2017 года, где завоевал вместе с командой серебряные медали, уступив в финале шведам.